# James Lovelock
James Ephraim Lovelock, CH, CBE, FRS (født 26. juli 1919 i Letchworth Garden City, England, død 26. juli 2022) var en britisk forsker med uddannelser indenfor kemi, medicin og biofysik.
Med opfindelsen af en elektrondetektor og sine målinger der forberedte FCKW i jordens atmosfære i 1971 gav han et vigtigt bidrag til genoprettelsen af ozonlaget.
Han blev kendt i den brede offentlighed i midt-70'erne, da han sammen med Lynn Margulis grundlagde Gaiahypotesen. Som forfatter til mange populærvidenskabelige bøger og andre tekster om økologi og menneskehedens fremtid er han en tidlig indflydelsesrig tænker for den økologiske bevægelse.
Han var fra 1974 medlem af Royal Society og fra 1994 Honorary Visiting Fellow ved Green Templeton College hos Oxford Universitet.

## Arbejdsinteresser
James Lovelocks interesse rettede sig mod videnskaberne om liv, oprindeligt medicinen, senere jorden som et biologisk system. Hans mere specielle interesser var atmosfærekemi, geofysik og "jordens systemvidenskab." Hans andet interesseområde var udviklingen af instrumenter. Lovelock udviklede elektronindfangerdetektoren (ECD, Electrone Capture Detector) der er af stor betydning i miljøanalytikken. Først med ECD blev det muligt at måle på små mængder af klorerede miljøgifte, så som PCB og klorerede pesticider som DDT.

## Liv
Lovelock blev født og voksede op i et kvækersamfund. Han modsatte sig at gøre tjeneste i 2. verdenskrig, da han blev indkaldt. Men efter at han læste mere om Nazi-Tyskland, meldte han sig frivilligt. Kommissionen besluttede dog, at hans medicinske arbejde var vigtigere end at sende ham til fronten, og allerede 1941 tog han endnu en bachelorgrad i kemi på Manchester universitet. Ved en forskningsopgave i 1942, der skulle opklare, ved hvilke temperaturer levende celler beskadiges, kunne han vælge at eksperimentere på kaniner. Men pga. sin agtelse for liv valgte han at udføre eksperimenterne på sine egne hudceller.
1948 blev han ph.d. fra London School of Hygiene and Tropical Medicine. Fra 1961 til 1964 var James Lovelock professor i kemi ved Baylor College of Medicine i Houston, Texas. Samtidigt udviklede han for NASA instrumenter til analyse af ikkejordiske atmosfærer. Efter 1964 var han uafhængig forsker.[kilde mangler]

## Offentliggørelser
James Lovelock udgav over 200 videnskabelige artikler indenfor medicin, biologi, forskning i instrumenter og geofysik og har over 50 patenter, mest for detektorer der bruges til kemisk analyse.
Populærvidenskabelige bøger
- 1979: Gaia: A new Look an Life and Earth
- 1988: The ages of Gaia. Norton, New York 1988, ISBN 0-393-02583-7.
- 1991: Gaia: The Practical Science of Planetary Medicine. Gaia Books, London 1991, ISBN 1-85675-040-X.
- 2000: Homage to Gaia. Oxford University Press, Oxford 2000, ISBN 0-19-286213-8.
- 2006: The Revenge of Gaia. Why the Earth is Fighting Back and How We Can Still Save Humanity. Allen Lane, London 2006, ISBN 0-465-04168-X
- 2009: The Vanishing Face of Gaia: A Final Warning. Allen Lane, London 2009, ISBN 978-1-84614-185-0.
- 2015: A Rough Ride to the Future. Verlag Penguin, 2. April 2015. ISBN 0-241-96141-6.
- 2016: James Lovelock et al. Die Erde und ich. Taschen, Köln 2016, ISBN 978-3-8365-5391-9.
- 2019: Novacene: The coming age of hyperintelligence. Allen Lane, London 2019, ISBN 978-0-24139-936-1.